# Project Hacker: Kakusei
Project Hacker: Kakusei (プロジェクトハッカー 覚醒?) è un videogioco d'avventura sviluppato da Red Entertainment e pubblicato nel 2006 da Nintendo per Nintendo DS.
Annunciato con il titolo provvisorio di Detective Hacker, del gioco era prevista una distribuzione in America settentrionale con il titolo Project Hacker: Awakening.

## Modalità di gioco
In Project Hacker sono presenti diversi rompicapo da risolvere sul touch screen della console portatile.